# Axinella amorpha
Axinella amorpha är en svampdjursart som beskrevs av Tanita och Kazuo Hoshino 1989. Axinella amorpha ingår i släktet Axinella och familjen Axinellidae.
Artens utbredningsområde är havet kring Japan. Inga underarter finns listade i Catalogue of Life.